# Désiré Bastin
Désiré Bastin (Anvers, 4 de març de 1900 - 18 d'abril de 1971) fou un futbolista belga de la dècades de 1910, 1920 i 1930.
El 1920 va prendre part en els Jocs Olímpics d'Anvers, on guanyà la medalla d'or en la competició de futbol. El 1924, als Jocs de París, finalitzà en novena posició. Pel que fa a clubs, defensà els colors del Royal Antwerp FC i el KFC Temsica.
Amb la selecció nacional jugà 35 partits, en els quals marcà 7 gols.